# Mi a címe ennek a könyvnek?
A Mi a címe ennek a könyvnek? Raymond Smullyan első, és egyben legismertebb logikai könyve. A szerző célja az volt, hogy olvasóival megismertesse Kurt Gödel osztrák matematikus egyik híres tételét.

## Témája
A Mi a címe ennek a könyvnek? tárgya az igazmondás és hazugság logikája, amit olyan hasonlatokkal mutat be, mint a lovagok és lókötők szigete, Portia ládikái, a zombik szigete vagy az erdélyi vámpírokról és emberekről szóló fejtörők. Ezek a tárgykörök megismertetik az olvasókkal a negáció, a konjunkció, a diszjunkció ls a nyolcadik fejezetben az implikáció logikai műveletét. A könyv több matematikai viccet tartalmaz. Logikailag A hölgy vagy a tigris? című könyv a folytatása, amely továbbviszi az olvasót az igazmondó-hazug és a gödeli logika tárgykörében.

## Szerkezete
A könyv négy nagyobb és 16 kisebb fejezetre oszlik. A nagyobbak címei:
1. Szórakoztató logika
2. Portia ládikái és más rejtélyek
3. Hátborzongató mesék
4. A logika roppant szórakoztató dolog

A kisebb fejezeteken belül is vannak fejezetek, ezeknek betűjelük van, és tovább oszlanak folyamatos szövegekre és feladatokra. A könyvben összesen 271 feladat van, de nem mind megoldandó probléma, vannak köztük kész bizonyítások és matematikai viccek is. A legtöbb alfejezethez tartozik egy Megoldások rész is.

## Szórakoztató logika
Az első fejezet vegyes rejtvényeket, beugratókat és történeteket tartalmaz.

### Hazugság?
A könyv első fejezete. Három, a szerzővel a valóságban is megtörtént rövid történetet tartalmaz. Ezek közül az első az egész könyv témájában meghatározó szerepű: azt írja le a szerző, hogy bátyja, Emile egyszer megígérte április 1-jén, hogy átveri. Erre azzal tette bolonddá, hogy a megígért tréfája elmaradt... A kérdés pedig: bolonddá tette őt a bátyja, vagy sem?

### Rejtvények és beugratók
A fejezet néhány megoldás nélküli, vagy olyan rejtvényt tartalmaz, amire a legtöbb ember rossz választ ad. Ezen kívül több olyan kérdést tartalmaz, amelyeknek kizárólag az ember beugratása a célja.

### Lovagok és lókötők
A könyv teljes hosszában jelentős szerepet kapnak a lovagok és lókötők szigetéről szóló feladványok. Ezen a szigeten a lakosság két részre oszlik, a lovagok mindig igazat mondanak, a lókötők mindig hazudnak. A bennszülöttek mind vagy lovagok, vagy lókötők. A sziget fejtörői egy egész logikai témakört fednek le.
A fejezet tartalmaz egy másik szigeten játszódó fejtörőket is, ahol kizárólag lovagok (akik mindig igazat mondanak), lókötők (akik mindig hazudnak), valamint normálisok laknak. A normálisok tehetnek igaz és hamis kijelentéseket is.

### Alice a feledékenység erdejében
A feladatok Lewis Carroll meséihez kapcsolódnak, megjelenik bennük Alice, Subidam, Subidu, a Fehér Király, Dingidungi és a Gruffacsór is. A feladatok a lovagok és lókötők fejtörőinek logikáját fejlesztik tovább azzal, hogy a benne található lények a hét bizonyos napjain mondanak csak igazat. Az Oroszlán pl. hétfőn, kedden és szerdán, az egyszarvú csütörtökön, pénteken és szombaton hazudik, a két lény a hét többi napján igazat mond. Subidam és Subidu igazmondási szokásai pedig az Oroszlánéval, illetve az Egyszarvúéval egyeznek meg, de nem tudjuk, hogy melyikőjüknek melyikkel. Dingidungi beszél Subidiről is (róla kiderül, hogy nem létezik), aki minden nap hazudik. Mindezen feladatok egy történet köré épülnek, amelyben a Fehér Király egy tönkretett csörgőt akar visszaadni gazdájának, aki az egyik Subi testvér, de nem tudja, hogy melyik.

## Portia ládikái és más rejtélyek

### Portia ládikáinak rejtélye
A fejezet négy mesét tartalmaz, amelyek három Portia nevű lány (akik egymás felmenői, illetve leszármazottai voltak) férjhez meneteléről szólnak. Mindegyik Portia eszes férjet akar, ezért felad neki egy rejtvényt. A kérőnek választania kell egy arany és egy ezüst, vagy egy arany, egy ezüst és egy bronzládika közül a rajta lévő feliratok alapján. Akkor nyeri el Portia kezét, hogyha a feladványtól függően egy üres, vagy egy képet tartalmazó ládikát választ.

### Craig felügyelő feljegyzéseiből
Leslie Craig Raymond Smullyan könyveinek állandó szereplője. A fejezetben több bűnesetről találhatunk feladatokat, ahol a szöveg kitűzi, hogy hányan mondtak igazat vagy hányan hazudtak.

### Hogyan kerüljük el a farkasembereket, és más praktikus tanácsok
A fejezet a lovagok és lókötők, illetve a lovagok, lókötők és normálisak szigetére kalauzol vissza bennünket. A következő témákban tartalmaz feladatokat:
- A. Mi a teendő a farkasemberek erdejében?
- B. Hogyan szerezhetünk magunknak feleséget?
- C. Igen, ön ártatlan, de be tudja ezt bizonyítani?
- D. Hogyan vegyünk feleségül egy királylányt?

Mindegyik esetben az eszünkre van szükség, hogyha a fenti kérdések a lovagok-lókötő-normális szigetekre vonatkoznak.

### Logikai rejtvények
A fejezet legtöbb fejtörője az olvasóknak a Ha, akkor... szerkezetű állításokkal, azaz az implikáció logikai műveletével foglalkozik.

### Bellini vagy Cellini
A "Portia ládikáinak rejtélye" fejezethez hasonlóan ebben a fejezetben is ládikákról szólnak a feladatok. Már az ötödik fejezetben megjelent Bellini, aki mindig igaz, és Cellini, aki mindig hamis kijelentéseket ír a ládákra, amiket készít. A két ládikakészítő mesternek fiai is vannak, akik apjuk szokását követik. Feltesszük, hogy Bellinin, Cellinin és fiaikon kívül nincsenek ládikakészítő mesterek.

## Hátborzongató mesék

### Baal szigete
Ez a történet egy filozófusról szól, aki a filozófia egyik alapkérdésére keresi a választ: Miért van valami a semmi helyett? A válasz kinyomozása érdekében Baal szigetére akar utazni, mert a történet elején egy bölcstől megtudta, hogy a szigeten két pap tudja a választ. A szigetre vezető térkép Maya szigetén található.
A filozófus elkezdi sorban kipróbálni a lovagok és lókötők szigeteit, míg végül megtalálja Mayát, ahol három térkép közül jól kiválasztotta a helyeset (ez is egy feladat). Baal szigetén emberek és majmok élnek (mindannyian lovagok vagy lókötők), és logikailag semmilyen különbség nincs a két faj között (és gyakran kinézetre sem). A filozófusnak több feladatot kell megoldania az emberekről és a majmokról, hogy bejuthasson a Belső Szentélybe. A történet egy logikai ellentmondással ér véget.

### A zombik szigete
Ezen a különös szigeten emberek és zombik élnek. Az emberek mindig igazat mondanak, a zombik mindig hazudnak. Nehezíti a helyzetet, hogy a sziget lakói az igen és a nem szavak helyett a Bű és a Bá szavakat használják, és nem tudjuk, hogy melyik melyik. Erről a különös szigetről szólnak a fejezet fejtörői.

### Él-e még Drakula?
A fejezet elején erdélyiekről szóló fejtörők szerepelnek. Az erdélyiek négy csoportra oszlanak: az egészséges emberek vélekedései helyesek, és őszinték, az őrült emberek hazudnak, de nem szándékosan, hanem kényszerképzeteik miatt, az egészséges vámpírok nem azt állítják, amit gondolnak és egyébként helyes (tudatosan hazudnak), az őrült vámpírok pedig mindig be akarnak csapni, de rossz képzeteik miatt mindig igazat mondanak.
Az előkelő erdélyiek a zombik szigetéről ismert Bű és Bá szavakat használják igen és nem helyett (nem feltétlenül ebben a sorrendben), így a helyzet tovább bonyolódik. Eközben egy történet bontakozik ki: a főhős meg akarja tudni, hogy él-e még Drakula, kiderül, hogy tényleg él még, de azt mondja, hogy ha nem oldja meg az illető az általa feladott feladatot, akkor vámpírrá változtatja. Végül amikor a főhős megoldja, Drakula rögtön szörnyethal.

## A logika roppant szórakoztató dolog
A könyv utolsó része matematikai vicceket, játékos bizonyításokat, paradoxonokat, paradoxonnak látszó nem paradoxonokat, valamint Gödel híres tételével kapcsolatos feladatokat és leírásokat tartalmaz az alábbi négy fejezetben:
- A logika és az élet
- Hogyan bizonyítsunk bármit?
- A paradoxontól az igazságig
- Gödel felfedezése